# Storia di Roma (Montanelli)
Storia di Roma è un libro del giornalista italiano Indro Montanelli.

## L'Opera
Il libro narra della storia della Roma antica dalla sua fondazione mitologica fino alla caduta ed al collasso dell'impero con le invasioni barbariche.
L'opera apparve in puntate durante gli anni cinquanta del '900 sulla "Domenica del Corriere", gli articoli poi vennero raccolti e riuniti in un'unica opera che venne pubblicata da Rizzoli nel 1957 con il titolo di Storia di Roma, venendo poi ristampata molte volte e tradotta anche in diverse lingue, dal francese allo spagnolo all'inglese.

## L'intento dell'Autore
L'intento principale di Montanelli era quello di riuscire a narrare la storia dell'antica Roma anche e soprattutto ad un pubblico non accademico ed acculturato, in modo che una narrazione storica precisa potesse comunque arrivare ad un numero di persone il maggiore possibile.
Nella sua Introduzione, Indro Montanelli scrisse: «Non ho scoperto nulla, con questo libro. Esso non pretende di portare "rivelazioni", nemmeno di dare una interpretazione originale della storia dell'Urbe. Tutto ciò che qui racconto è già stato raccontato. Io spero solo di averlo fatto in maniera più semplice e cordiale, attraverso una serie di ritratti che illuminano i protagonisti in una luce più vera, spogliandoli dei paramenti che fin qui ce li nascondevano. […] Se riuscirò ad affezionare alla storia di Roma qualche migliaio di italiani, sin qui respinti dalla sussiegosità di chi gliel'ha raccontata prima di me, mi riterrò un autore utile, fortunato e pienamente riuscito.»

## Edizioni
- Storia di Roma, con 51 incisioni di Colette Rosselli, Collana Il Cammeo, Milano, Longanesi, 1957; II ed., 1958.
- Storia di Roma, nuova ed. riveduta, Collana Opere di Indro Montanelli, Rizzoli, Milano, agosto 1959.
- Storia di Roma, nuova prefazione dell'Autore, Collana SuperSaggi n.5, Milano, BUR, 1988, ISBN 978-88-171-1505-6; Collana Grandi Saggi, BUR, Milano, 2011.
- Storia di Roma, Collana Opere di Indro Montanelli, Milano, Rizzoli, 2003, ISBN 978-88-170-0019-2.
- Storia di Roma, Edizione illustrata, Milano, Rizzoli, 2018, ISBN 978-88-171-0531-6.

### Edizioni estere
- (FR)  Histoire de Rome, trad. di Juliette Bertrand, Edition Mondiales-Del Duca, Paris, 1959.
- (EN) Rome: The First Thousand Years, traduzione di Arthur Oliver, Rome, Collins, 1962. - New York, Pantheon Books, 1962.
- (ES) Historia de los griegos. Historia de Roma, traduzione di Domingo Pruna, Esplugues de Llobregat, Plaza & Janés Editores, 1976, ISBN 84-01-41031-2.